# Moscow Music Peace Festival
Moscow Music Peace Festival (англ. Московський музичний фестиваль миру) — концерт відомих музикантів, глем- та метал-гуртів 12-13 серпня 1989 року на стадіоні «Лужники» у Москві, організований аби сприяти миру та становленню міжнародного співробітництва в боротьбі з наркотиками. Перший подібний концерт на стадіоні в СРСР. Вперше на масових заходах в Москві в руках деяких глядачів були помічені жовто - блакитні прапори, в майбутньому - державні стяги незалежної України.  

## Організація
Концерт був організований фондом Make a Difference Foundation, його засновником, рок-продюсером і менеджером Доком МакГі, який був на той момент менеджером Mötley Crüe, Bon Jovi and Skid Row, а також музикантом Стасом Наміним. Щоб не привертати увагу на музичний формат, Намін вирішив використати слово "мир" у назві замість згадування "рок".
Концерти проходили найбільшому стадіонові Москви, Центральному стадіоні імені Леніна (пізніше стадіон «Лужники»), який міг вмістити близько 100 000 осіб. Всього за два дні концерти відвідало понад 120 тисяч осіб. Фестиваль став першим рок-концертом, який відбувся на стадіоні, раніше там проходили лише спортивні події.
Організатори орендували чартерний літак Boeing 757, який привіз артистів з США, а також зробив зупинку у Лондоні, щоб забрати Оззі Осборна та Scorpions. Музиканти жили в готелі «Україна».
Це надихнуло Scorpions, одну з груп, які виступали на концерті, на створення пісні 1990 року Wind of Change. Пісня стала одним із найбільш продаваних синглів усіх часів.

## Учасники
- Cinderella: Том Кіфер, Фред Коурі, Джефф ЛаБар, Ерік Бріттінгем
- Парк Горького: Олексій Бєлов, Микола Носков, Олександр Маршал, Ян Яненков, Саша Львов
- Нюанс: Микола Горенко, Сергій Тітовець, Павло Тітовець, Андрій Шмигов
- Бригада С: Гарік Сукачов, Сергій Галанін, Кирило Трусов, Сергій Тененбаум, Ігор Марков, Євген Коротков, Максим Лихачов, Леонід Челяпов, Ігор Ярцев
- Scorpions: Клаус Майне, Маттіас Ябс, Френсіс Бухгольц, Герман Раребелл, Рудольф Шенкер
- Skid Row: Себастьян Бах, Дейв Сабо, Роб Аффузо, Рейчел Болан, Скотті Хілл
- Mötley Crüe: Вінс Ніл, Ніккі Сікс, Томмі Лі, Мік Марс
- Оззі Осборн: Оззі Осборн, Закк Вайлд, Ренді Кастільо, Гізер Батлер, Джон Сінклер
- Bon Jovi: Джон Бон Джові, Річі Самбора, Алек Джон Сач, Тіко Торрес, Девід Брайан
- Спеціальний гість (у фіналі): Джон Бонем

## Список пісень
Кожен гурт виконав близько 8 композицій. 12-годинні концерти завершувалися спільними джемами для виконання класичних композицій Led Zeppelin та Deep Purple.
Skid Row
1. "Makin’ a Mess"
2. "Piece of Me"
3. "Big Guns"
4. "Holidays in the Sun" (кавер на Sex Pistols)
5. "18 and Life"
6. "Youth Gone Wild"

Gorky Park
1. "Action"
2. "Hit Me with the News"
3. "Within Your Eyes"
4. "Danger"
5. "Try to Find Me"
6. "Bang"
7. "Child of the Wind"
8. "My Generation" (кавер на The Who)

Cinderella
1. "Bad Seamstress Blues"
2. "Somebody Save Me"
3. "If You Don't Like It"
4. "Push Push"
5. "The Last Mile"
6. "Coming Home"
7. "Gypsy Road"
8. "Nobody's Fool"
9. "Shake Me"

Mötley Crüe
1. "All in the Name of..."
2. "Live Wire"
3. "Shout at the Devil"
4. "Looks That Kill"
5. "Wild Side"
6. "Smokin' in the Boys Room" (Brownsville Station cover)
7. "Girls, Girls, Girls"
8. "Jailhouse Rock" (кавер на Elvis Presley)

Ozzy Osbourne
1. "I Don't Know"
2. "Flying High Again"
3. "Shot in the Dark"
4. "Miracle Man"
5. "Sweet Leaf*"
6. "War Pigs*"
7. "Tattooed Dancer"
8. "Suicide Solution"
9. "Crazy Train"
10. "Paranoid*"

Scorpions
1. "Blackout"
2. "Big City Nights"
3. "Bad Boys Running Wild"
4. "Rhythm of Love"
5. "The Zoo"
6. "No One Like You"
7. "The Song of the Volga Boatmen" (Russian folk song)
8. "Holiday"
9. "Still Loving You"
10. "Dynamite"
11. "Rock You Like a Hurricane"

Bon Jovi
1. "Lay Your Hands on Me"
2. "I'd Die for You"
3. "Wild in the Streets"
4. "You Give Love a Bad Name"
5. "Let It Rock"
6. "Living in Sin"
7. "Blood on Blood"
8. "Runaway"
9. "Wanted Dead or Alive"
10. "Livin’ on a Prayer"
11. "Bad Medicine"

Jam
1. "Hound Dog" (Elvis Presley cover) - Bon Jovi, Cinderella, Scorpions
2. "Long Tall Sally"/"Blue Suede Shoes" - Scorpions, Gorky Park, David Bryan
3. "Rock and Roll" (Led Zeppelin cover) - Skid Row, Mötley Crüe, Zakk Wylde, Jason Bonham
4. "Give Peace a Chance" (Plastic Ono Band cover)